# Хромосома 9 (людина)

Ідіограма 9-ї хромосоми людини

Хромосома 9 — одна з 23 пар хромосом людини. За нормальних умов у людей дві копії цієї хромосоми. 9-та хромосома має в своєму складі 145 млн пар основ або 4-4.5% від загальної кількості нуклеотидів в ДНК клітин.

Ідентифікація генів кожної хромосоми є пріоритетним напрямком наукових досліджень в генетиці. Проте, дослідники застосовують різні підходи щодо визначення кількості генів в кожній хромосомі, внаслідок цього дані щодо їх кількості демонструють різні цифри. Це також стосується і хромосоми 9, в якій налічюють від 800 до 1200 генів.

## Гени
Найвивченішими генами, що розташовані в хромосомі 9 є наступні:

### Плече p
- ANXA1 — анексин A1
- AQP3 — Аквапорин-3
- AQP7 — Аквапорин-7
- Гелсолін
- HNRNPK
- HSPA5
- ERP44
- IL33 — Інтерлейкін 33
- ORM2
- PTGDS
- RAB14
- RPL12 — рибосомний білок L12
- RPL35 — рибосомний білок L35
- RPL7A — рибосомний білок L7a
- RPS6 — рибосомний білок S6
- SET
- SPTAN1
- STOM — стоматин
- STOML2
- TLN1 — талін-1
- TRPM3
- TRPM6
- TUBB4B — бета-тубулін-2C
- TXN — тіоредоксин
- VLDLR — Рецептор липопротеїнів низької щільності. Активується риліном

### Плече q
- ALDH1A1 — Альдегіддегідрогеназа 1A1
- DNM1 — Динамін-1
- GABBR2 — R2-субодиниця ГАМКB-рецептора
- NOTCH1 — Трансмембранний рецепторний білок людини
- OGN — Остеогліцин
- TLR4 — Toll-подібний рецептор 4

## Філадельфійська хромосома
Філадельфійська хромосома або філадельфійстка транслокація — це генетична аномалія, що виникає внаслідок реципрокної транслокації (обміну ділянками) між ділянками 22-ї та 9-ї хромосом (Ph1, t(9;22)(q34;q11) з подальшою експресією химерного білка. Цю аномалію пов'язують з хронічнии мієлоцитарним лейкозом.

## Хвороби та розлади
- Ацитозіоз[en]
- Порфирія
- Цитрулінемія
- Синдром Елерса — Данлоса
- Синдром Рілея-Дея
- Атаксия Фридрейха[en]
- Галактоземія[en]
- Синдром Горліна
- Синдром Ноя — Лаксової
- Спадкова геморагічна телеангіектазія
- Синдром множинних контрактур — англ. Multiple contracture syndrome
- Синдром нігтів-надколінника[en]
- Несиндромна глухота
- Обсесивно-компульсивний розлад
- Хвороба Танжера[en]
- Тетрасомія 9p[en]
- Тромбоцитарна тромбоцитопенічна пурпура
- Трисомія 9[en]
- Туберозний склероз
- VLDLR-асоційована мозочкова гіпоплазія[en]